# ChemSpider
Chemspider  és una base de dades de productes químics. El sistema va ser llançat per primera vegada el març de 2007 en una forma d'alliberament beta i la transició a l'alliberament fou el març de 2008. ChemSpider ha ampliat el suport genèric d'una base de dades de la química per incloure el suport de la Viquipèdia recollint l'estructura química a través de la seva aplicació WiChempedia. ChemSpider va ser adquirit per la Royal Society of Chemistry el maig de 2009.